# Aporem
Ein Aporem (von altgriechisch ἄπορος unwegsam, ratlos) ist eine Art ironischer, dialektischer und logischer Schluss der alten griechischen Logik (Aristoteles).
Dieser Schluss ist ein Bestandteil einer Aporie und hat meist die Form eines Problems oder Rätsels. Es wird das Gegenteil von dem begründet, was als wahr angenommen wurde.